# 베오르 가문
베오르 가문은 청색산맥을 넘어 벨레리안드에 정착한 인간 가문이다. 이들은 에다인 세 가문 중 하나로 알려졌다.
유명한 이로 초대 족장 베오르, 바라히르, 베렌 등이 있다.
모르고스가 파멸한 2시대부터는 누메노르, 청색산맥 동쪽의 가운데땅에서 번성했다.